# Store Jyndovn

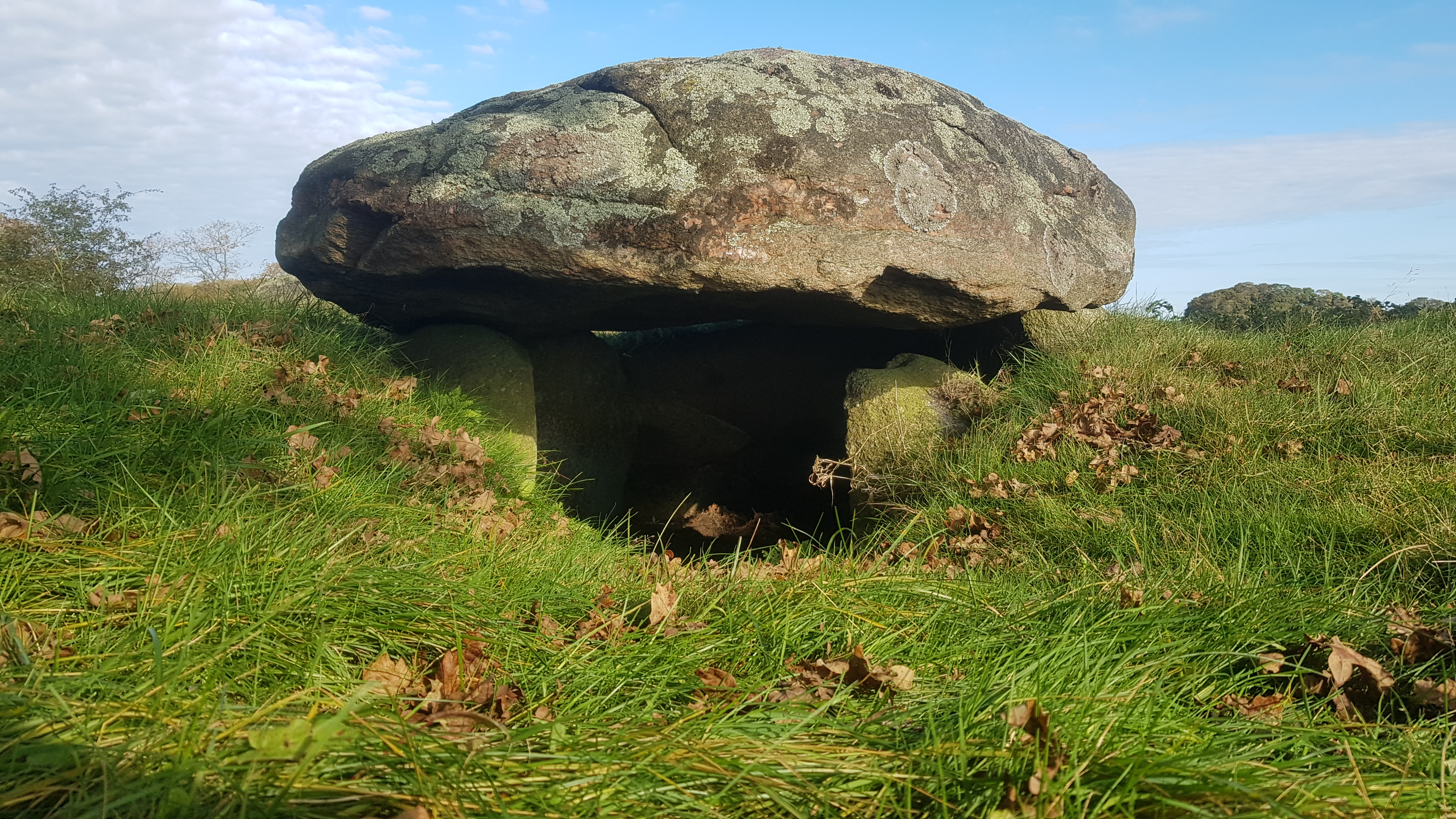
Store Jyndovn

Der Store Jyndovn (lokal auch „Æ Stuer Jyndovn“, deutsch „großer Riesenofen“, auch Klelund Langdysse genannt) liegt zwischen dem Hovborg- und Grindstedvej, südlich von Hovborg bei Vejen in der Region Syddanmark in Jütland in Dänemark. Es ist eine zwischen 3500 und 2800 v. Chr. entstandene Megalithanlage der Trichterbecherkultur (TBK). Sie gehört zu den größten in Südjütland. 

## Beschreibung
Der Store Jyndovn ist ein etwa 117,0 m langer und 8,0 m breiter Langdysse. Das Hünenbett besteht aus 62 Randsteinen und enthält eine Kammer. Ursprünglich bildeten etwa 180 dicht nebeneinander stehende Steine den Rand. Am östlichen Ende liegt die Kammer eines Polygonaldolmens mit einem Deckstein von etwa 3,0 m Durchmesser. Im Hügel waren ursprünglich mehrere Kammern, diese wurden jedoch schon Anfang des 19. Jahrhunderts beim Steinabbau abgebrochen. Seit dem Jahre 1841 steht das Megalithgrab zusammen mit anderen Megalithgräbern in der Gegend unter Schutz.

Store Jyndovn
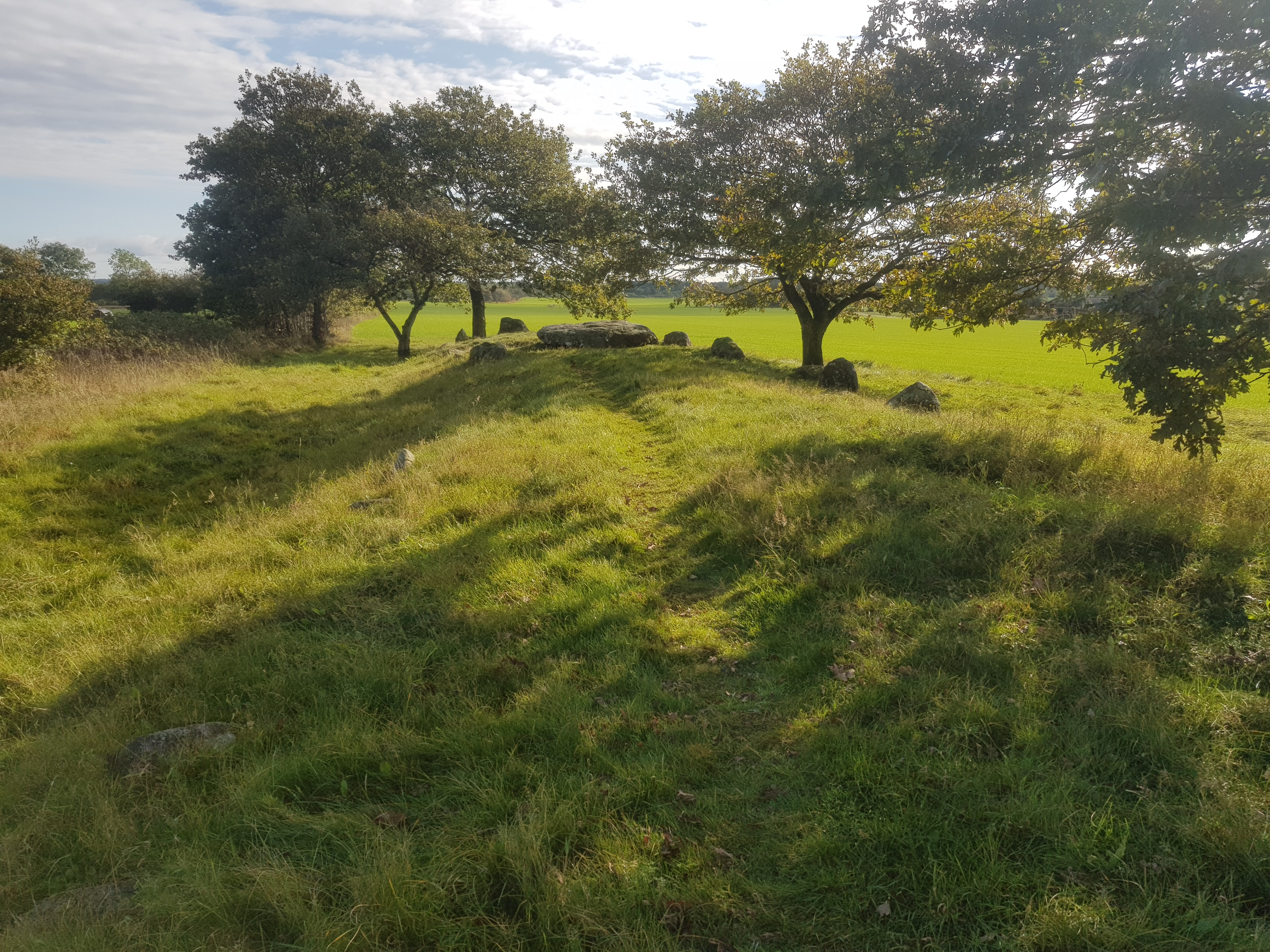
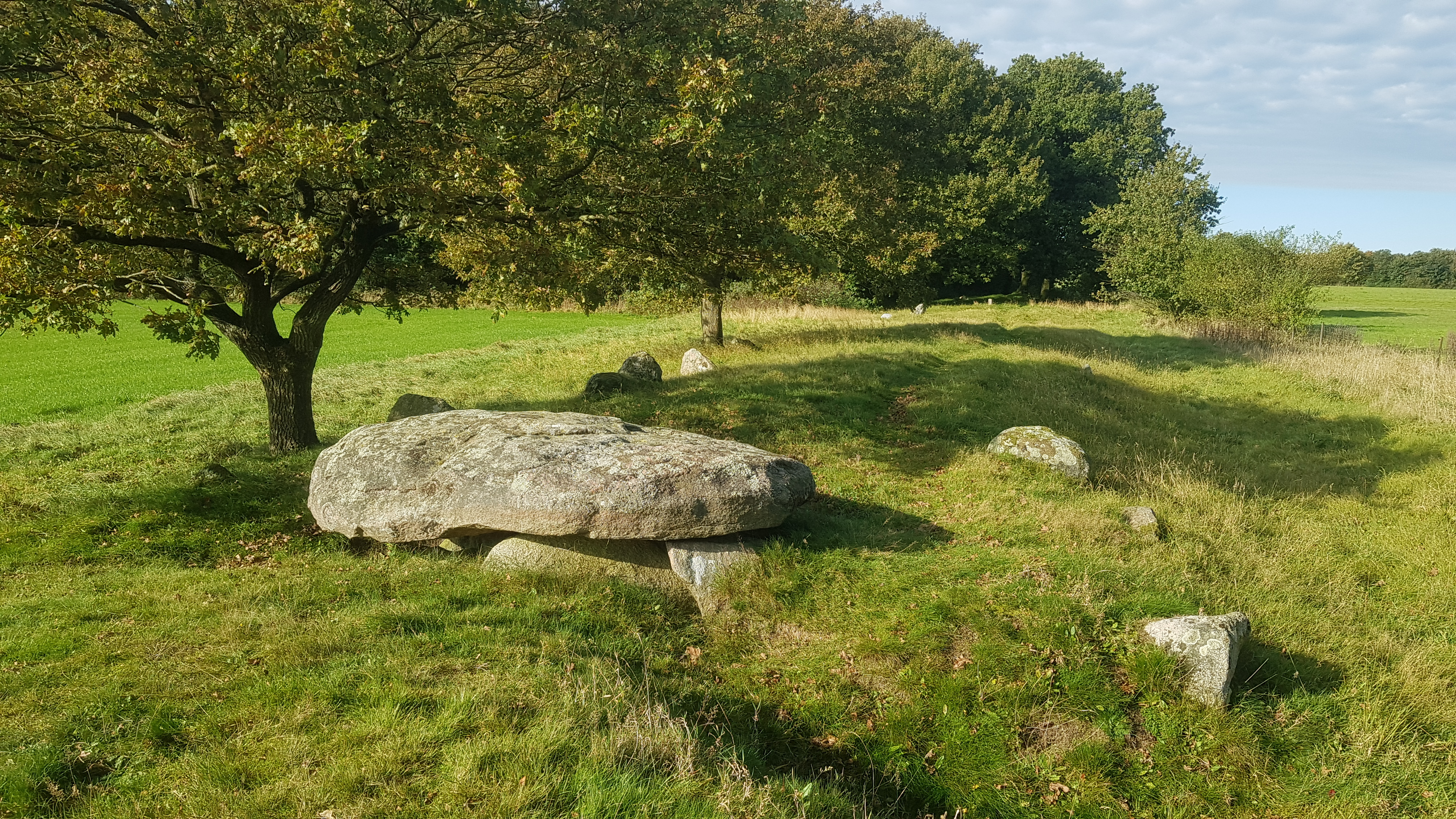
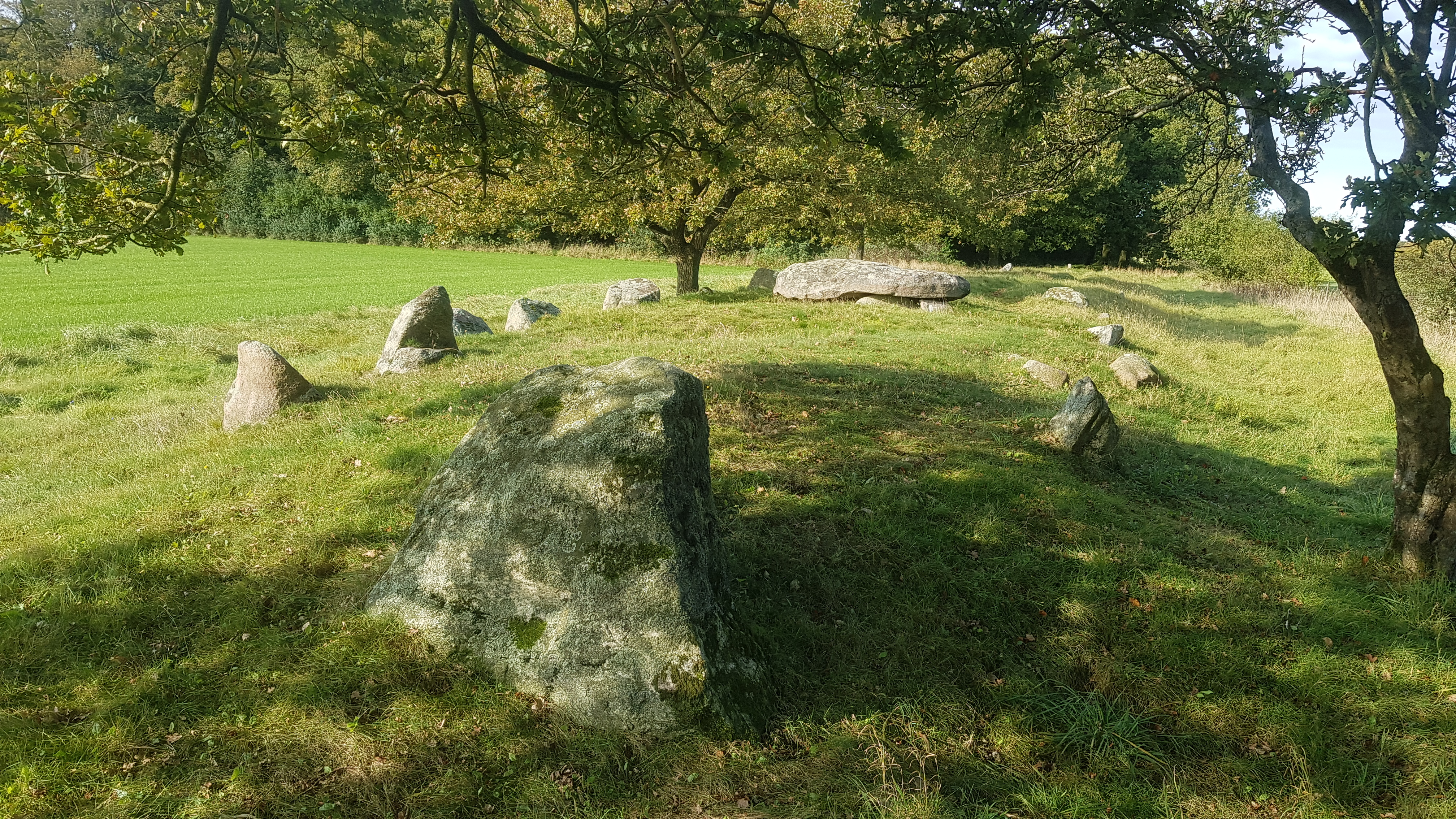
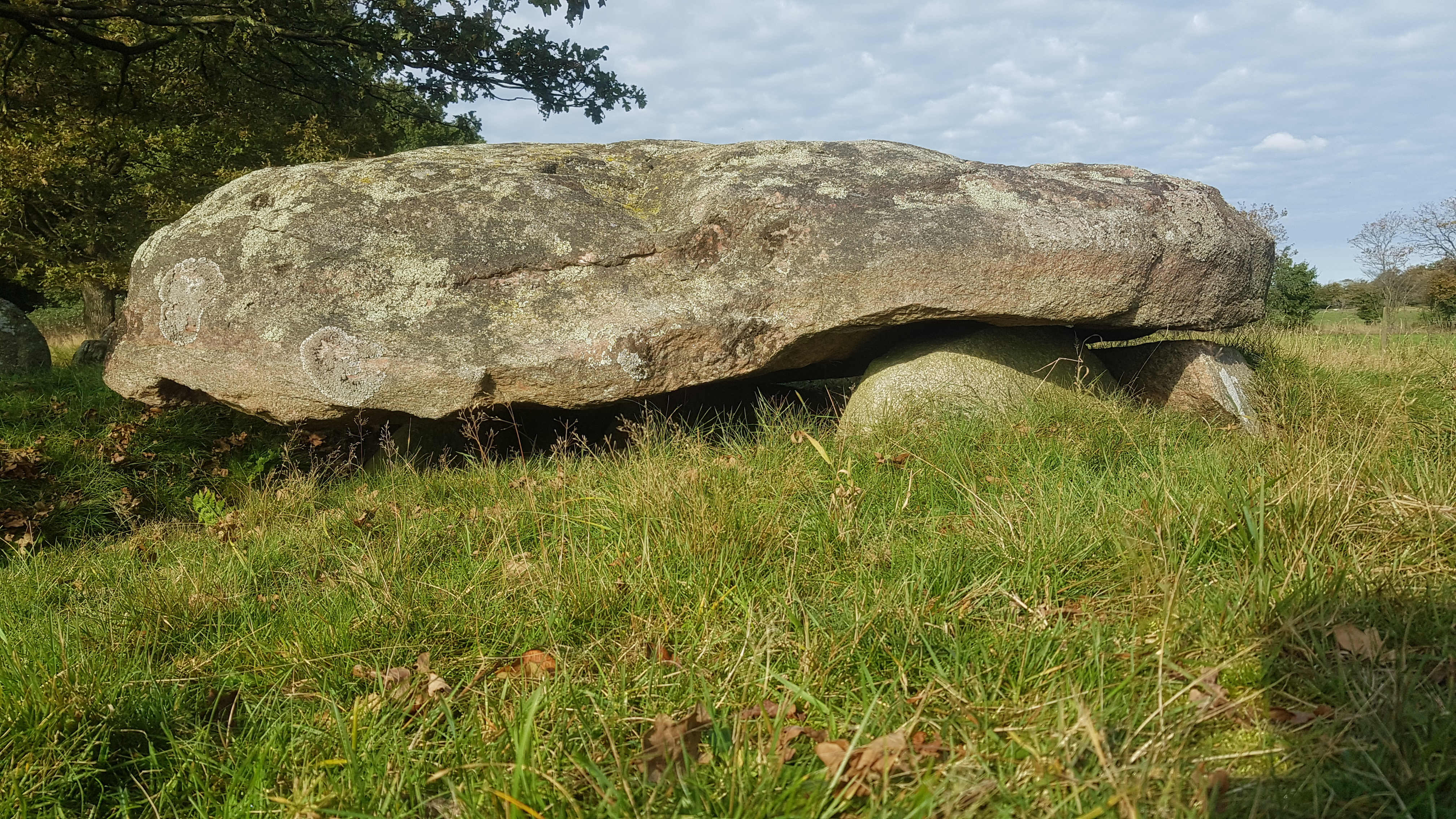

Der Begriff „Jyndovn“ stammt aus dem älteren jütländischen Dialekt. Das Wort ist aus „Jynd“, was Riese bedeutet, und „ovn“, Ofen, zusammengesetzt, und somit ist „Jyndovn“ der Ofen der Riesen.
Der Gøngeovn (auch Tjele Jyndovn genannt) liegt bei Tjele in der Nähe von Viborg und ist ein etwa 3,0 m hoher Langdysse von etwa 40,0 m Länge und 25,0 m Breite mit Resten zweier Kammern.  
In der Nähe liegen das Ganggrab von Sønder Bøel, die Langdysse in der Klelund-Plantage und der Runddysse Thinghøj.